# Oxyprosopus crassus
Oxyprosopus crassus är en skalbaggsart som beskrevs av Schmidt 1922. Oxyprosopus crassus ingår i släktet Oxyprosopus och familjen långhorningar.
Artens utbredningsområde är:
- Gabon.
- Sierra Leone.

Inga underarter finns listade i Catalogue of Life.